# مايكل فورمان
مايكل فورمان (بالإنجليزية: Michael Foreman (astronaut))‏ (و. 1957 – م) هو ضابط، ورائد فضاء من الولايات المتحدة الأمريكية . ولد في كولومبوس، أوهايو .

## ريادة الفضاء
شارك في المهمات الفضائية:
- STS-123
- STS-129.

## الخدمة العسكرية
خدم في بحرية الولايات المتحدة.

## جوائز
حصل على جوائز منها:
- وسام "العمل الشجاع في الحرب الوطنية العظمى 1941-1945
- وسام الاستحقاق.